# Gernot Rohr
Gernot Rohr (Mannheim, 28 de junho de 1953) é um ex-futebolista e treinador de futebol alemão.
Ele é filho de Philipp Rohr e sobrinho-neto de Oskar Rohr, ambos futebolistas profissionais.

## Carreira de jogador
Ele começou sua carreira em seu país natal a tocar aos 11 anos de idade, no bairro da equipe em sua cidade natal, em Mannheim, o VfL.. Em 1970 e 1971, ele fez sua primeira aparição com aequipe da Alemanha júnior e, em 1972, fez a sua estreia na equipe do Bayern de Munique. Sob a direção de Udo Lattek, ele jogou ao lado de Franz Beckenbauer, Sepp Maier, Gerd Müller, Uli Hoeneß ou Paul Breitner. Ele ganhou duas vezes o Campeonato alemão bem como a Taça dos clubes campeões europeus , em 1974.
Ele é também parte da equipe, que quase perturbar o Juventus de Michel Platini, durante a Copa dos Campeões em 1985. Rohr atende a marcação individual de Platini, durante a segunda partida no Parc Lescure.
Ele deixou o Girondins em 1989 , depois de mais de 350 jogos para uma dúzia de gols e dois títulos como o melhor defensor da temporada.

## Carreira de treinador
Após a sua carreira de jogador, ele ainda permanece na Gironde departamento e, em seguida, tornou-se o diretor de esportes e responsável do centro de formação. Ele deixou várias vezes suas funções para passar por trás do banco, interino, do primeiro time. Assim, a partir de agosto para setembro de 1990, ele substitui Raymond Goethals depois de sua demissão, e se mantém em vigor na época da chegada dos Gerard Gili, da OM. Rohr retorna para o conjunto de Gili e será atrás do banco da equipe para a temporada 1991-92, e vai de volta ao clube, relegado administrativamente à época anterior, a segunda para a primeira divisão.
Sua última freelance para trás como o treinador da equipa dos Girondinos, Rohr feita na sequência dos maus resultados da equipa, e a demissão em fevereiro de Slavo de Musselina. Em seguida, ele lidera uma equipe com a "magia" trio " dos Girondinos — Zinédine Zidane, Christophe Dugarry e Bixente Lizarazu , mas também de jogadores talentosos, como Richard Witschge, Jean-Luc Dogon, e Gaëtan Huard. Os Girondinos, conseguiu a façanha de vencer oAC Milan, na segunda partida das quartas-de-final da Taça UEFA de 3 gols a 0 com um gol de Didier Tholot e dois de Dugarry. Os Girondinos ainda estão a perder na final contra a antiga equipe para Rohr, do Bayern.
24 de fevereiro de 2015, ele foi nomeado treinador do Burkina Faso. Ele demitiu-se em dezembro de 2015.
Em agosto de 2016 é nomeado conselheiro técnico da Nigéria. Ele funciona bem com Salisu Yusuf, o Chefe do treinador do Super Águias. Juntos, eles qualificar a Nigéria para a Copa do mundo de 2018, na Rússia.

## Títulos

### Jogador
- Campeão da ALEMANHA em 1973 e em 1974 com o Bayern de Munique
- Campeão de França em 1984, 1985 e 1987 com o Girondins de Bordeaux
- Vencedor da Taça de França, em 1986 , com o Girondins de Bordeaux
- Vice-Campeão de França em 1983 e em 1988 com o Girondins de Bordeaux

### Treinador
- Campeão da França de 2 Divisão em 1992 com o Girondins de Bordeaux
- Finalista da Taça UEFA em 1996 com o Girondins de Bordeaux
- A participação na Copa africana de Nações em 2012 (1/4 finalista) com o Gabão e 2013 (Primeiro turno) com o Níger